# 四個婚禮一個葬禮
《四個婚禮一個葬禮》（英語：Four Weddings and a Funeral）是一部1994年首映的英國愛情喜劇片，由米克·紐維爾執導，曉·格蘭及安迪·麥杜維等主演。電影以一名英國中產階級的男子Charles為中心，描述他及其朋友在參與不同的婚禮的同時，怎樣努力嘗試找他們的另一半。影片以300万英镑的低预算取得了出人意料的成功，全球票房超过2亿美元。
電影入圍不少獎項，包括第67屆奧斯卡金像獎最佳影片及最佳原創劇本獎，更贏得英國電影學院獎最佳女配角（克莉絲汀·史考特·湯瑪斯）和金球獎最佳音樂或喜劇片獎；此片亦為曉·格蘭的成名作。
二十五年後，編劇為了支持喜劇救濟，寫下此片的續集短片One Red Nose Day and a Wedding，更找回原導演及主要演員，另加兩名年輕演員，描述Charles的女兒的婚禮。

## 剧情
1993年5月1日，在安格斯和劳拉于薩默塞特郡举行的婚礼上，常常迟到的伴郎查尔斯和室友斯嘉丽、贵族朋友菲奥娜和哥哥汤姆、加雷斯和伴侣马修，以及查尔斯的聋哑弟弟大卫都聚集一堂。他们都尚未结婚。查尔斯忘记带婚戒，匆忙向宾客借了两枚戒指，结果它们风格迥异、不搭配。在婚礼宴会上，查尔斯发表了一番大胆的致辞，被一位在英国工作的美国女子凯莉所吸引。他们共度一夜。第二天早上，准备返回美国的凯莉向查尔斯感慨他们或许“错过了一段美好的机会”。
三个月后，在伦敦的伯纳德与莉迪亚的婚礼上（这对新人是在上一场婚礼上相识的），汤姆担任伴郎。查尔斯很高兴再次见到凯莉，她已经回到了英国。但他得知凯莉已有一位年长且富有的苏格兰未婚夫哈米什，颇感失望。一位名叫塞丽娜的年轻女子则对大卫产生了好感。
在婚礼宴会期间，查尔斯被几位前女友羞辱。其中有痛苦的亨丽埃塔，被菲奥娜戏称为“鸭脸”，而她的哥哥在第一次婚礼上曾被查尔斯无意中冒犯。亨丽埃塔称查尔斯是个害怕承诺的“系列单配偶者”（即不斷更換伴侶但总能保持單一配偶關係）。查尔斯躲进一间空酒店房间，看到凯莉和哈米什坐出租车离开。新婚夫妇突然闯入房间准备行房，查尔斯一时被困。凯莉之后回到宴会现场，与查尔斯共度了第二夜。
一个月后，查尔斯收到凯莉与哈米什婚礼的请柬。在伦敦南岸寻找礼物时，他偶遇凯莉。查尔斯陪她挑选婚纱，凯莉向他坦白自己有33位性伴侣，查尔斯是第32位。查尔斯尴尬地表白自己爱她，但凯莉温柔地婉拒了。
又过了一个月，查尔斯和朋友们前往苏格兰伯斯郡，参加凯莉与哈米什的婚礼。性格张扬的加雷斯鼓励大家寻找潜在伴侣。斯嘉丽邂逅德州人切斯特。亨丽埃塔向查尔斯介绍她的新男友。当查尔斯望着凯莉与哈米什共舞时，菲奥娜察觉他的痛苦，坦言自己一直单身，是因为她爱他。查尔斯虽然感动，但没有回应她的情感。就在哈米什发表致辞时，加雷斯突然心脏病发作，不幸去世。
在加雷斯的葬礼上，马修朗诵了W·H·奥登的诗《葬礼蓝调》。凯莉与查尔斯短暂交谈，而查尔斯与汤姆也开始思考，尽管他们自诩为热爱单身的群体，但加雷斯与马修其实早已像是一对“已婚”伴侣。他们开始怀疑，追寻“唯一真爱”是否注定徒劳。
十个月后，查尔斯终于要结婚了，妻子正是亨丽埃塔。在安排宾客入座时，汤姆遇到了自童年起未曾谋面的远房表妹迪尔德丽，两人一见钟情。斯嘉丽和切斯特也开心地再次重逢。
凯莉突然现身，告诉查尔斯她与哈米什因婚姻不顺已经分开。查尔斯在教堂后室情绪崩溃。大卫和马修劝导他后，他决定继续婚礼。但在教區牧師询问是否有人反对这桩婚事时，大卫用手语表示新郎有疑虑而且爱着别人。查尔斯亲口确认，说出“我有”，愤怒的亨丽埃塔当场将他打晕，婚礼被迫中止。
当天稍晚，查尔斯在家中与朋友们讨论这场婚礼闹剧，凯莉上门道歉，称自己不想添乱。查尔斯再次表白，提出愿与她共度一生，哪怕不结婚。凯莉接受了，两人深情相吻，天边闪电划过。
片尾的照片蒙太奇显示：亨丽埃塔嫁给了一位军官；大卫娶了塞丽娜；斯嘉丽嫁给了德州人切斯特；汤姆迎娶了迪尔德丽；马修找到了新的男伴；菲奥娜与查尔斯王子合影；而查尔斯与凯莉也迎来了他们的第一个孩子。

## 演員表
- 曉·格蘭: Charles
- 安迪·麥杜維: Carrie
- 克莉絲汀·史考特·湯瑪斯: Fiona
- 詹姆斯·佛利特: Tom
- 約翰·漢納: Matthew
- 西蒙·卡洛: Gareth
- 路雲·雅堅遜: Father Gerald
- David Bower: David
- Charlotte Coleman: Scarlett
- Anna Chancellor: Henrietta ("Duckface")
- David Haig: Bernard
- Sophie Thompson: Lydia

## 另見
- 《摘星奇緣》，同樣由李察·寇蒂斯編劇，曉·格蘭特主演
- 《真的戀愛了》，同樣由李察·寇蒂斯編劇，曉·格蘭特主演

## 外部連結
- 互联网电影数据库（IMDb）上《四個婚禮一個葬禮》的资料（英文）
- AllMovie上《四個婚禮一個葬禮》的资料（英文）
- 豆瓣电影上《四個婚禮一個葬禮》的資料 （简体中文）
- TCM电影资料库上《四個婚禮一個葬禮》的资料（英文）

| 奖项与成就              | 奖项与成就           | 奖项与成就            |
| ----------------------- | -------------------- | --------------------- |
| 前任： 《舒特拉的名單》 | BAFTA最佳電影獎 1995 | 繼任： 《理性與感性》 |